# ある春の夜に
『ある春の夜に』（あるはるのよるに、朝: 봄밤、英: One Spring Night）は、2019年5月22日から7月11日まで放送された韓国・MBCのテレビドラマ。春の風のように繰り広げられる温かなヒューマンラブストーリー。最高視聴率は、9.5%。日本ではNetflixにて配信されている。MBCでは全32話、Netflixでは全16話。

## あらすじ
図書館司書のイ・ジョンイン(ハン・ジミン)は友人宅で飲み明かした翌朝、二日酔いが止まらず出勤前に薬局へ寄る。そこで薬剤師のユ・ジホ(チョン・ヘイン)から二日酔いの薬をもらうも、財布を忘れてしまいジホの厚意で代金を立て替えてもらいタクシー代も借りてしまう。ジョンインはクォン・ギソク(キム・ジュンハン)という交際4年の恋人がいるが、お互いを必要としないギソクとの関係に疑問を持ち始めていた。そんな時、ジホがジョンインの友人宅の上の階に住んでいることや、ギソクのバスケ同好会の後輩であることを知る。運命的な再会を重ねていくうちに、ジョンインとジホは惹かれ合っていく。ジョンインには恋人がおりジホには息子がいるため2人は友人関係を貫くことを決意するが…。

## キャスト

### メイン
- イ・ジョンイン：ハン・ジミン[12]

図書館司書。4年交際しているギソクとの間に結婚の話が出るが、愛のない関係に限界を感じ始めている。
そんな時に心が通じ合うジホと出会い惹かれていく。
- ユ・ジホ：チョン・ヘイン[13]

薬剤師。6年前、恋人が出産した直後に失踪しシングルファザーとなる。
それ以来、喪失感を抱きながら息子と生きてきたが、ジョンインと出会い感情が変化していく。
- チョン・ギソク：キム・ジュンハン

ハンソル銀行本社課長、ジョンインと交際。ジホはバスケ同好会の後輩。
ジョンインとの関係に愛がないと気付きながらも彼女に執着し続ける。

### ジョンインの家族
- イ・ソイン：イム・ソンオン

アナウンサーのジョンインの姉。姉妹の中でも優等生で父親から強制的に歯科医の夫と結婚させられるも夫からはDVを受けている。
妹のジョンインには父の言いなりにはならず、自分の意思を貫いてほしいと願っている。
- イ・ジェイン：チェ・ミンギョン

フランス帰りのジョンインの妹。
恋愛でトラブルを起こし親に黙って大学院を中退し帰国。堅実な姉2人とは違い自由奔放な生き方をしている。
- イ・テハク：ソン・スンファン

高校校長、ジョンインの父。
世間体を繕い、長女のソインの離婚には反対し、次女のジョンインには好条件のギソクとなんとしてでも結婚させようとしている。
- シン・ヒョンソン：キル・ヘヨン

ジョンインの母。
娘たちの気持ちを無視した高圧的な態度の夫に不満を抱いている。
- ナム・シフン：イ・ムセン

歯科院長、ソインの夫。
経営する歯科医院の経営がうまくいっておらず、ソインに暴力を振り続けている。

### ジホの家族
- ユ・ナムス：オ・マンソク

ランドリー経営、ジホの父。
ジホと同様に温厚な性格でジホの事を温かく見守っている。
- コ・スクヒ：キム・ジョンヨン

ジホの母。
孫のウヌの面倒を見ながら、独り身のジホの事を気にかけている。
- ユ・ウヌ：ハ・イアン

ジホの一人息子。6歳。
生まれてすぐに母親が失踪し父親のジホに引き取られる。ジホに仕事があるため普段は祖父母と生活をしている。

### ギソクの家族
- クォン・イングク：キム・チャンワン

スヨン財団理事長、ギソクの父。
息子の恋人であるジョンインの事を長年拒絶してきた。

## スタッフ
- 脚本：キム・ウン
- 演出：アン・パンソク

## オリジナルサウンドトラック
| #  | タイトル                        | 作詞 | 作曲・編曲 | アーティスト         | 時間 |
| -- | ------------------------------- | ---- | ---------- | -------------------- | ---- |
| 1. | 「No Direction」                |      |            | レイチェル・ヤマガタ | 3:54 |
| 2. | 「Spring Rain」                 |      |            | Oscar Dunbar         | 4:19 |
| 3. | 「Is It You」                   |      |            | レイチェル・ヤマガタ | 4:33 |
| 4. | 「Spring Waltz」                |      |            | カーラ・ブルーニ     | 4:17 |
| 5. | 「Spring Waltz ('50s version)」 |      |            | カーラ・ブルーニ     |      |
| 6. | 「We Could Still Be Happy」     |      |            | レイチェル・ヤマガタ | 4:39 |
| 7. | 「Rain on leaves」              |      |            | Kevin Salem          | 3:03 |
| 8. | 「Mixed Emotions」              |      |            | Namyeon Lee          | 2:20 |
| 9. | 「Grief」                       |      |            | Namyeon Lee          | 2:29 |

## 視聴率
| 2019年     | 2019年     | 2019年     | 2019年    | 2019年    | 2019年 |
| 回数       | 放送日     | TNmS視聴率 | AGB視聴率 | AGB視聴率 |        |
| 回数       | 放送日     | 大韓民国   | 大韓民国  | ソウル    |        |
| ---------- | ---------- | ---------- | --------- | --------- | ------ |
| 第1回      | 5月22日    | 4.1%       | 3.9%      | 4.6%      |        |
| 第2回      | 5月22日    | 6.2%       | 6.0%      | 7.0%      |        |
| 第3回      | 5月23日    | 4.5%       | 3.6%      | 4.3%      |        |
| 第4回      | 5月23日    | 6.1%       | 5.6%      | 6.3%      |        |
| 第5回      | 5月29日    | 4.2%       | 4.0%      | —         |        |
| 第6回      | 5月29日    | 5.9%       | 6.1%      | 7.1%      |        |
| 第7回      | 5月30日    | 4.4%       | 4.4%      | —         |        |
| 第8回      | 5月30日    | 5.8%       | 6.4%      | 7.4%      |        |
| 第9回      | 6月5日     | —          | 4.5%      | 5.5%      |        |
| 第10回     | 6月5日     | 5.9%       | 6.5%      | 7.9%      |        |
| 第11回     | 6月6日     | 5.9%       | 6.8%      | 8.0%      |        |
| 第12回     | 6月6日     | 7.3%       | 8.4%      | 9.8%      |        |
| 第13回     | 6月12日    | —          | 5.1%      | 5.5%      |        |
| 第14回     | 6月12日    | 5.9%       | 7.0%      | 7.7%      |        |
| 第15回     | 6月13日    | 6.0%       | 5.4%      | 5.8%      |        |
| 第16回     | 6月13日    | 7.1%       | 7.0%      | 7.6%      |        |
| 第17回     | 6月19日    | 5.4%       | 5.0%      | 5.9%      |        |
| 第18回     | 6月19日    | 7.7%       | 8.1%      | 9.4％     |        |
| 第19回     | 6月20日    | 5.6%       | 6.1%      | 7.3%      |        |
| 第20回     | 6月20日    | 7.6%       | 7.7%      | 8.9%      |        |
| 第21回     | 6月26日    | 5.8%       | 6.0%      | 6.7%      |        |
| 第22回     | 6月26日    | 7.8%       | 7.9%      | 8.9%      |        |
| 第23回     | 6月27日    | 6.0%       | 6.0%      | 6.7%      |        |
| 第24回     | 6月27日    | 7.3%       | 8.0%      | 8.9%      |        |
| 第25回     | 7月3日     | —          | 5.5%      | 6.4%      |        |
| 第26回     | 7月3日     | 7.1%       | 7.8%      | 9.2%      |        |
| 第27回     | 7月4日     | 5.1%       | 6.0%      | 6.9%      |        |
| 第28回     | 7月4日     | 6.9%       | 7.9%      | 9.0%      |        |
| 第29回     | 7月10日    | 5.8%       | 6.2%      | 7.7%      |        |
| 第30回     | 7月10日    | 7.4%       | 8.0%      | 9.5％     |        |
| 第31回     | 7月11日    | 6.0%       | 7.4%      | 8.7%      |        |
| 第32回     | 7月11日    | 7.5%       | 9.5％     | 10.8％    |        |
| 平均視聴率 | 平均視聴率 | —          | 6.4%      | —         |        |

## 賞とノミネート
| 年   | 授賞式      | 部門             | 受賞作                       | 結果       |
| ---- | ----------- | ---------------- | ---------------------------- | ---------- |
| 2019 | MBC演技大賞 | 今年のドラマ賞   | ある春の夜に                 | ノミネート |
| 2019 | MBC演技大賞 | 大賞             | チョン・ヘイン               | ノミネート |
| 2019 | MBC演技大賞 | 大賞             | ハン・ジミン                 | ノミネート |
| 2019 | MBC演技大賞 | 最優秀俳優賞     | チョン・ヘイン               | 受賞       |
| 2019 | MBC演技大賞 | 最優秀女優賞     | ハン・ジミン                 | 受賞       |
| 2019 | MBC演技大賞 | 優秀俳優賞       | キム・ジュンハン             | ノミネート |
| 2019 | MBC演技大賞 | 助演男優賞       | イ・サンヒ                   | ノミネート |
| 2019 | MBC演技大賞 | ベストカップル賞 | チョン・ヘイン、ハン・ジミン | ノミネート |